# SWEET STEADY
SWEET STEADY(스위트 스테디)는 일본의 여성 아이돌 그룹이다. 소속 사무소는 주식회사 아소비시스템.

## 개요
아소비시스템에 의해 2022년에 발족한 신 프로젝트 「KAWAII LAB.」로부터 탄생한 아이돌 그룹. 그룹명은 「귀여움(SWEET)」을 모은 꽃다발 같은 멤버들이 다영한 경험을 하며 「꾸준히(STEADY)」 걸음씩 성장하길 바라는 마음이 담겨 있다.

## 구성원
이름, 생년월일, 이미지 컬러
- 오쿠다 아유(奥田 彩友, 2001년 1월 7일(24세)), 후쿠이현 출신 - 파랑
- 오토이 유이(音井 結衣, 2001년 1월 9일(24세)), 아이치현 출신, 미국 태생 - 물
- 쿠리타 나츠카(栗田 なつか, 2002년 7월 19일(22세)), 교토부 출신 - 분홍
- 시오카와 리세(塩川 莉世, 2000년 7월 31일(24세)), 야마나시현 출신 - 보라
- 시라이시 마유미(白石 まゆみ, 2000년 12월 27일(24세)), 도쿄도 출신 - 빨강
- 쇼지 나기사(庄司 なぎさ, 2000년 10월 29일(24세)), 홋카이도 출신 - 오렌지 - 전 AKB48 연구생
- 야마우치 사키나(山内 咲奈, 2004년 2월 29일(21세)), 오사카부 출신 - 노랑

### 전 구성원
- 야나가와 미아(柳川 みあ, 2001년 2월 11일(24세)), 지바현 출신 - 민트 그린
  - 2024년 7월 13일 탈퇴.

## 작품

### 싱글
1. ぱじゃまぱーてぃー! / ダイヤモンドデイズ (2024년 12월 18일)
2. YAKIMOCHI / ぐっじょぶ! (2025년 8월 20일)

### 착신 싱글
1. 始まりの合図 (2024년 3월 1일)
2. ハートの魔法 (2024년 3월 29일)
3. なんてねっ! (2024년 4월 5일)
4. ミチシルベ (2024년 4월 14일)
5. Call me, Tell me (2024년 5월 24일)
6. ぱじゃまぱーてぃー! (2024년 6월 10일)
7. おねがいペンタス (2024년 7월 10일)
8. 新世界クレッシェンド (2024년 8월 27일)
9. SWEET BLOOM (2025년 4월 9일)
10. ぐっじょぶ! (2025년 4월 28일)
11. YAKIMOCHI (2025년 6월 11일)